# National Business Review
El National Business Review (o NBR) es un periódico neozelandés de publicación semanal dedicado al sector de los negocios. Es propiedad de Barry Colman, quien también edita el Grocers Review, además de otras publicaciones menores. Sus mayores competidores son los periódicos generalistas de tirada diaria de Auckland, Wellington y Christchurch.
El NBR edita una lista anual de las personas más ricas de Nueva Zelanda.